# Pseudethmia
Pseudethmia is een geslacht van vlinders van de familie grasmineermotten (Elachistidae).

## Soorten
- P. protuberans Clarke, 1950